# Brian Barley
Pour les articles homonymes, voir Barley.
Brian Barley, né le 10 décembre 1942 à Sarnia, et mort le 8 juin 1971 à Toronto, est un saxophoniste, clarinettiste et compositeur de jazz canadien.

## Biographie
Il commence à jouer de la clarinette à 11 ans puis le saxophone à 13 ans. Il a été clarinettiste avec l'Orchestre national des jeunes du Canada de 1963 à 1965.